# 国際バレーボール連盟
国際バレーボール連盟（こくさいバレーボールれんめい、フランス語: Fédération internationale de volley-ball）は、バレーボールの国際競技連盟。略称はFIVB。本部はスイスのローザンヌに置かれている。インドアのみならずビーチバレーボールも統括している。

## 概要
1947年に初代会長のPaul Libaud（ポール・リボウ、 フランス）を中心に、22カ国の参加のもとパリに設立された。1949年に第1回男子世界選手権を開催した。日本のFIVBの加盟は1951年であったが、当時日本は9人制が主流であったため世界選手権の初参加は1960年と出遅れた。1954年5月、アテネでのIOC総会でバレーボール、柔道、アーチェリー、ローラースケート（のちのローラースポーツ）のオリンピック競技化が検討されるが全競技保留に。日本がFIVBとともに、バレーボールをオリンピックの正式競技にするように国際オリンピック委員会に働きかけたため、1964年東京オリンピックでバレーボールが正式競技となった。このころにはFIVBの国内競技連盟加盟数は89となった。
1984年にRubén Acosta（ルーベン・アコスタ、 メキシコ）が2代目会長に就任し、それとともに本部をスイスのローザンヌに移行した。2009年現在、世界で220の国内競技連盟がFIVBに加盟しており、その規模はサッカーやバスケットボールをしのぐ。
FIVB加盟国はそれぞれアジア、中北米、南米、ヨーロッパ、アフリカの大陸連盟に分けられており、各国代表者1名が2年ごとに行われるFIVB総会に出席し、予算と来期計画の審議を行う。
また、世界大会での成績をもとにFIVBランキングが作成される。その得点方式はオリンピック、世界選手権、ワールドカップの成績を1位100点、2位90点、3位80点、4位70点、5位45点とし、大陸選手権、ジュニア世界選手権の成績を10点－30点で加算し合計点を出したものである。ランキングは2018年10月時点で日本は男子が6位、女子が6位となっている。
資金不正流用疑惑で2005年に専務理事を解任されたジャンピエール・セッピが、2006年10月26日、世界規模の新たな統括団体として国際ビーチバレー・バレーボール協会（FIABVB）を設立すると発表した。
2008年6月に、ルーベン・アコスタが会長を退任することを発表した。
アコスタは大の日本びいきとして知られた人物であったこともあり、2016年現在でもワールドカップや世界選手権、五輪最終予選など主要な大会の多くが日本で開催されている。これには、最大の収入源となる日本からのスポンサー料とテレビ放映権の影響が大きい。しかしその結果、主要な大会での日本びいきが露骨になり（日本の試合開始時間が19時に固定したり対戦相手を自由に選べたり、ルールも変えたこともあった。リベロ制、ラリーポイント制の導入も、日本のテレビ局のためのルール改編であった）、当然他の国からは不満の声があがり、さらに日本の弱体化や、世界全体での人気の低迷の一因となった。また、大会運営そのものが日本のテレビ局の都合を重視して進められ、試合中にCMのための休憩の導入や、大会の決勝戦が、日本の出場する順位決定戦の前座として扱われるなどの大会運営がなされた。この行き過ぎとも言える運営に、日本の一部メディアも苦言を呈した。
アコスタの後任たる3代目会長には、魏記中（ウェイ・ジジョン、 中国）第一副会長が昇格し、アコスタの残任期間を務めた。
2012年9月21日、アメリカ合衆国カリフォルニア州アナハイムでの年次総会にてAry Graça（アリ・グラサ、 ブラジル）が新会長に選出された。
2013年5月27日、ホンダ欧州と協賛契約（4年間）を締結したと発表。FIVBの公式パートナー契約は、これが初という。

## 加盟国
- アジアバレーボール連盟
  -  アフガニスタン (中央アジアバレーボール連盟)
  -  アメリカ領サモア (オセアニアゾーンバレーボール連盟)
  -  オーストラリア (オセアニアゾーンバレーボール連盟)
  -  バーレーン (西アジアバレーボール連盟)
  -  バングラデシュ (中央アジアバレーボール連盟)
  -  ブータン (中央アジアバレーボール連盟)
  -  ブルネイ (東南アジアバレーボール連盟)
  -  カンボジア (東南アジアバレーボール連盟)
  -  中国 (東アジアバレーボール連盟)
  -  チャイニーズタイペイ (東アジアバレーボール連盟)
  -  クック諸島 (オセアニアゾーンバレーボール連盟)
  -  東ティモール (東南アジアバレーボール連盟)
  -  ミクロネシア連邦 (オセアニアゾーンバレーボール連盟)
  -  フィジー (オセアニアゾーンバレーボール連盟)
  -  グアム (オセアニアゾーンバレーボール連盟)
  -  香港 (東アジアバレーボール連盟)
  -  インド (中央アジアバレーボール連盟)
  -  インドネシア (東南アジアバレーボール連盟)
  -  イラン (中央アジアバレーボール連盟)
  -  イラク (西アジアバレーボール連盟)
  -  日本 (東アジアバレーボール連盟)
  -  ヨルダン (西アジアバレーボール連盟)
  -  カザフスタン (中央アジアバレーボール連盟)
  -  キリバス (オセアニアゾーンバレーボール連盟)
  -  クウェート (西アジアバレーボール連盟)
  -  キルギス (中央アジアバレーボール連盟)
  -  ラオス (東南アジアバレーボール連盟)
  -  レバノン (西アジアバレーボール連盟)
  -  マカオ (東アジアバレーボール連盟)
  -  マレーシア (東南アジアバレーボール連盟)
  -  モルディブ (中央アジアバレーボール連盟)
  -  マーシャル諸島 (オセアニアゾーンバレーボール連盟)
  -  モンゴル (東アジアバレーボール連盟)
  -  ミャンマー (東南アジアバレーボール連盟)
  -  ナウル (オセアニアゾーンバレーボール連盟)
  -  ネパール (中央アジアバレーボール連盟)
  -  ニューカレドニア (オセアニアゾーンバレーボール連盟)
  -  ニュージーランド (オセアニアゾーンバレーボール連盟)
  -  ニウエ (オセアニアゾーンバレーボール連盟)
  -  北朝鮮 (東アジアバレーボール連盟)
  -  北マリアナ諸島 (オセアニアゾーンバレーボール連盟)
  -  オマーン (西アジアバレーボール連盟)
  -  パキスタン (中央アジアバレーボール連盟)
  -  パラオ (オセアニアゾーンバレーボール連盟)
  -  パレスチナ (西アジアバレーボール連盟)
  -  パプアニューギニア (オセアニアゾーンバレーボール連盟)
  -  フィリピン (東南アジアバレーボール連盟)
  -  カタール (西アジアバレーボール連盟)
  -  サモア (オセアニアゾーンバレーボール連盟)
  -  サウジアラビア (西アジアバレーボール連盟)
  -  シンガポール (東南アジアバレーボール連盟)
  -  ソロモン諸島 (オセアニアゾーンバレーボール連盟)
  -  韓国 (東アジアバレーボール連盟)
  -  スリランカ (中央アジアバレーボール連盟)
  -  シリア (西アジアバレーボール連盟)
  -  タヒチ (オセアニアゾーンバレーボール連盟)
  -  タジキスタン (中央アジアバレーボール連盟)
  -  タイ (東南アジアバレーボール連盟)
  -  トケラウ (オセアニアゾーンバレーボール連盟)
  -  トンガ (オセアニアゾーンバレーボール連盟)
  -  トルクメニスタン (中央アジアバレーボール連盟)
  -  ツバル (オセアニアゾーンバレーボール連盟)
  -  アラブ首長国連邦 (西アジアバレーボール連盟)
  -  ウズベキスタン (中央アジアバレーボール連盟)
  -  バヌアツ (オセアニアゾーンバレーボール連盟)
  -  ベトナム (東南アジアバレーボール連盟)
  -  ウォリス・フツナ (オセアニアゾーンバレーボール連盟)
  -  イエメン (西アジアバレーボール連盟)

- アジアバレーボール連盟に加盟する意向がある地域
  -  クリスマス島
  -  ココス諸島
  -  ノーフォーク島
  -  ピトケアン諸島

- 南米バレーボール連盟
  -  アルゼンチン
  -  ボリビア
  -  ブラジル
  -  チリ
  -  コロンビア
  -  エクアドル
  -  フランス領ギアナ
  -  ガイアナ
  -  パラグアイ
  -  ペルー
  -  ウルグアイ
  -  ベネズエラ

- アフリカバレーボール連盟
  -  アルジェリア (北ゾーン)
  -  アンゴラ (南ゾーンA)
  -  ベナン (西ゾーンB)
  -  ボツワナ (南ゾーンA)
  -  ブルキナファソ (西ゾーンB)
  -  ブルンジ (中央ゾーン)
  -  カーボベルデ (西ゾーンA)
  -  カメルーン (中央ゾーン)
  -  中央アフリカ (中央ゾーン)
  -  チャド (中央ゾーン)
  -  コモロ (南ゾーンB)
  -  コンゴ共和国 (中央ゾーン)
  -  コンゴ民主共和国 (中央ゾーン)
  -  ジブチ (東ゾーン)
  -  エジプト (東ゾーン)
  -  赤道ギニア (中央ゾーン)
  -  エリトリア (東ゾーン)
  -  エスワティニ (南ゾーンA)
  -  エチオピア (東ゾーン)
  -  ガボン (中央ゾーン)
  -  ガンビア (西ゾーンA)
  -  ガーナ (西ゾーンB)
  -  ギニア (西ゾーンA)
  -  ギニアビサウ (西ゾーンA)
  -  コートジボワール (西ゾーンB)
  -  ケニア (東ゾーン)
  -  レソト (南ゾーンA)
  -  リベリア (西ゾーンB)
  -  リビア (北ゾーン)
  -  マダガスカル (南ゾーンB)
  -  マラウイ (南ゾーンA)
  -  マリ (西ゾーンA)
  -  モーリタニア (西ゾーンA)
  -  モーリシャス (南ゾーンB)
  -  モロッコ (北ゾーン)
  -  モザンビーク (南ゾーンA)
  -  ナミビア (南ゾーンA)
  -  ニジェール (西ゾーンB)
  -  ナイジェリア (西ゾーンB)
  -  ルワンダ (東ゾーン)
  -  サントメ・プリンシペ (中央ゾーン)
  -  セネガル (西ゾーンA)
  -  セーシェル (南ゾーンB)
  -  シエラレオネ (西ゾーンA)
  -  ソマリア (東ゾーン)
  -  南アフリカ共和国 (南ゾーンA)
  -  南スーダン (東ゾーン)
  -  スーダン (東ゾーン)
  -  タンザニア (東ゾーン)
  -  トーゴ (西ゾーンB)
  -  チュニジア (北ゾーン)
  -  ウガンダ (東ゾーン)
  -  ザンビア (南ゾーンA)
  -  ジンバブエ (南ゾーンA)

- 欧州バレーボール連盟
  -  アルバニア
  -  アンドラ
  -  アルメニア
  -  オーストリア
  -  アゼルバイジャン
  -  ベラルーシ
  -  ベルギー
  -  ボスニア・ヘルツェゴビナ
  -  ブルガリア
  -  クロアチア
  -  キプロス
  -  チェコ
  -  デンマーク
  -  イングランド
  -  エストニア
  -  フェロー諸島
  -  フィンランド
  -  フランス
  -  ジョージア
  -  ドイツ
  -  ジブラルタル
  -  ギリシャ
  -  グリーンランド
  -  ハンガリー
  -  アイスランド
  -  アイルランド
  -  イスラエル
  -  イタリア
  -  コソボ
  -  ラトビア
  -  リヒテンシュタイン
  -  リトアニア
  -  ルクセンブルク
  -  マルタ
  -  モルドバ
  -  モナコ
  -  モンテネグロ
  -  オランダ
  -  北マケドニア
  -  北アイルランド
  -  ノルウェー
  -  ポーランド
  -  ポルトガル
  -  ルーマニア
  -  ロシア
  -  サンマリノ
  -  スコットランド
  -  セルビア
  -  スロバキア
  -  スロベニア
  -  スペイン
  -  スウェーデン
  -  スイス
  -  トルコ
  -  ウクライナ
  -  ウェールズ

- 欧州バレーボール連盟に加盟する意向がある地域
  -  オーランド諸島
  -  ガーンジー
  -  マン島
  -  ジャージー
  -  スヴァールバル諸島
  -  バチカン

- 北中米バレーボール連盟
  -  アンギラ (東カリブ地域バレーボール連盟)
  -  アンティグア・バーブーダ (東カリブ地域バレーボール連盟)
  -  アルバ (カリブ海地域バレーボール連盟)
  -  バハマ (カリブ海地域バレーボール連盟)
  -  バルバドス (カリブ海地域バレーボール連盟)
  -  ベリーズ (中米バレーボール連盟)
  -  バミューダ (東カリブ地域バレーボール連盟)
  -  イギリス領ヴァージン諸島 (東カリブ地域バレーボール連盟)
  -  カナダ (北米バレーボール連盟)
  -  ケイマン諸島 (カリブ海地域バレーボール連盟)
  -  コスタリカ (中米バレーボール連盟)
  -  キューバ (北米バレーボール連盟)
  -  キュラソー (カリブ海地域バレーボール連盟)
  -  ドミニカ国 (東カリブ地域バレーボール連盟)
  -  ドミニカ共和国 (北米バレーボール連盟)
  -  エルサルバドル (中米バレーボール連盟)
  -  グレナダ (東カリブ地域バレーボール連盟)
  -  グアドループ (カリブ海地域バレーボール連盟)
  -  グアテマラ (中米バレーボール連盟)
  -  ハイチ (カリブ海地域バレーボール連盟)
  -  ホンジュラス (中米バレーボール連盟)
  -  ジャマイカ (カリブ海地域バレーボール連盟)
  -  マルティニーク (カリブ海地域バレーボール連盟)
  -  メキシコ (北米バレーボール連盟)
  -  モントセラト (東カリブ地域バレーボール連盟)
  -  ニカラグア (中米バレーボール連盟)
  -  パナマ (中米バレーボール連盟)
  -  プエルトリコ (北米バレーボール連盟)
  -  セントクリストファー・ネイビス (東カリブ地域バレーボール連盟)
  -  セントルシア (東カリブ地域バレーボール連盟)
  -  セントビンセント・グレナディーン (東カリブ地域バレーボール連盟)
  -  スリナム (カリブ海地域バレーボール連盟)
  -  トリニダード・トバゴ (カリブ海地域バレーボール連盟)
  -  アメリカ合衆国 (北米バレーボール連盟)
  -  アメリカ領ヴァージン諸島 (カリブ海地域バレーボール連盟)
- 準加盟地域
  -  ボネール (カリブ海地域バレーボール連盟)
  -  サバ島 (東カリブ海地域バレーボール連盟)
  -  サン・マルタン (東カリブ地域バレーボール連盟)
  -  シント・ユースタティウス島 (東カリブ地域バレーボール連盟)
  -  シント・マールテン (東カリブ地域バレーボール連盟)
  -  タークス・カイコス諸島 (カリブ海地域バレーボール連盟)

※括弧内は連盟内の傘下組織やエリア分け。

## FIVBの主催する主な大会

### 公式大会
- オリンピック
- バレーボール世界選手権
- バレーボールネーションズリーグ
- バレーボール男子ジュニア世界選手権
- バレーボール女子ジュニア世界選手権
- バレーボール男子ユース世界選手権
- バレーボール女子ユース世界選手権
- U17世界選手権
- バレーボール男子世界クラブ選手権
- バレーボール女子世界クラブ選手権

### 公認大会
- モントルーバレーマスターズ

### ビーチバレーボール
- ビーチバレーボール世界選手権
- ビーチバレーボールワールドツアー

## ユニフォームに関する騒動
1997年11月14日、グランドチャンピオンカップ大阪大会で、全日本女子チームがハーフパンツを着用して試合に臨んだ。ルーベン・アコスタ会長（当時）をはじめとするFIVB首脳陣から「バレーには独自のブルマーがある」とのクレームがついた。当時、日本のVリーグではハーフパンツが主流であり、ブルマーを着用しているチームは1チームのみという背景もあった。新ユニフォームは試作品で1着しかなかったこともあり、続く広島大会と東京大会では従来のブルマーを着用して、騒動はいったん収束した。
翌1998年にFIVBは次のようなユニフォームに関する新規定を設けた。
1. ユニフォームの上は、身体にフィットするシャツ。
2. 下はブルマーか股下5cm以内のショートパンツ。

これに従わず、1998年のバレーボール世界選手権で身体に密着度の低いダボダボのシャツを着用するチームが出現し、同年11月6日にFIVBは5チーム（ブラジル、ロシア、イタリア、クロアチア、ブルガリア）に対して、3,000ドルの罰金を科した。これに対して、ブラジルのアナ・サングラード主将は抗議の意を示した。選手・スタッフや識者からは「動きやすければ何でもよい」「セクハラだ」などと賛否の声が渦巻いた。

## 人種差別に関する騒動
2017年6月1日、USA TODAYが「2018年日本開催の世界選手権出場を決めたセルビア女子代表チームが、『東アジア人差別・蔑視』の、つり目（スラントアイ）ポーズの集合写真を公式サイトに掲載していた」と報じた。同チームは「文化的配慮が欠けていた」と削除したが、問題写真を掲載した安直な姿勢に非難が殺到し、釈明に追われた。

## 歴代会長
- ポール・リボウ (Paul Libaud) （1947- 1984）
- ルーベン・アコスタ (Rubén Acosta) （1984- 2008）
- 魏記中 (Wei Jizhong) （2008- 2012）
- アリ・グラサ (Ary Graça Filho) （2012-）

## スポンサー

### グローバルパートナー
- Ganten（英語版）

### オフィシャルスポンサー
- ミカサ
- Gerflor
- セノー
- ミズノ